# Isabelle Eschenbrenner
Isabelle Eschenbrenner, née le 19 septembre 1952 au Chambon-Feugerolles (Loire), est une artiste lyrique et professeur de chant.

## Biographie
Isabelle Eschenbrenner passe sa prime enfance à Roggenhouse d'où sa famille est issue. Elle effectue ses études secondaires à l'École alsacienne de Paris, connue pour ses méthodes avant-gardistes concernant l'enseignement, ce qui lui permet de développer ses dons artistiques.
Isabelle Eschenbrenner a une licence de musicologie. Son premier professeur de chant est Marie Claude Lajoit, qui lui permet d’avoir ses premières expériences professionnelles, entre autres de chanter aux côtés de J .G Mourguet. Puis elle obtient un premier prix de virtuosité, à l'unanimité avec félicitations du jury, au conservatoire de Lausanne (Suisse) dans la classe de Juliette Bise
Elle commence sa vie professionnelle comme soprano dans les chœurs de l’Opéra de Lyon. Puis elle entre à l'Atelier Lyrique d'interprétation Vocale et Dramatique de l'Opéra de Lyon (Direction Eric Tappy). Elle  continue ensuite de se perfectionner auprès de Margreet Honig à Amsterdam.
Parallèlement, elle participe à la création du Nouvel Ensemble Vocal (direction Henri Farge), qui explorait les répertoires de la musique ancienne et contemporaine. Elle y donne plus de 200 Concerts, dans des rôles de  solistes dont : Bélinda (Purcell), Galatée (Haendel), Motets de Vivaldi, Vénus (Blow), Messe de Stravinsky, Kurtag, Berio, Pascal.
Elle est engagée dans la troupe de l'Opéra de Lyon où elle chante sous la direction de J.E. Gardiner, M. Arena, K. Nagano, P. Eôtvös, B. Campanella. Elle travaille avec des metteurs en scène tel que Bob Wilson, M. Leiser, P. Caurier, L. Erlo. Elle se fait remarquer dans le rôle de L'Enfant dans L'Enfant et les Sortilèges de M. Ravel (tournée en France et à l'étranger (Allemagne, Belgique, Suisse, Argentine, Brésil, Chili) et réalisation d'un film qui obtient un FIPA d'or à Cannes en 1994).
Elle interprète le rôle d'Amour dans « Orphée et Eurydice » de Gluck (direction L. Langree) à l'Opéra de Strasbourg. Elle est Altisidore dans Don Quichotte de J. de Boismortier (mise en scène : J. M. Criqui et W. Büchler, direction D. Bouture).
Elle participe aussi à de nombreux concerts sous la direction de P. Bender (14e symphonie de D. Chostakovich), B. Conti (Stabat Mater de F. Poulenc), M. Foster (Carmina Burana de K.Orff, Airs de concert de W. A. Mozart), J. E. Gardiner (Iphigénie en Aulide), T. Guschlbauer (Bachianas Brasileiras de H. Villa-Lobos), J. Mercier et G. Ferro (l'Enfant et les Sortilèges de M. Ravel), B.Tétu (Stabat Mater de Dvorak, Micaela dans Carmen de Bizet).
Elle chante aussi fréquemment les œuvres de Mozart (Requiem, Messes, airs de concert ... ), Haendel (Messie), Haydn (La Création), Bach (cantates, Passion selon St-Jean).
Elle affectionne aussi la mélodie et le lied : spectacle de mélodies françaises mis en scène par A. Fornier (pianiste D. Puntos), récital Carte Blanche au festival d'Aix en Provence (pianiste C. Cournot), l’intégrale des mélodies de Chopin en polonais (pianiste : D. Oehler).
Elle participe à la création de plusieurs pièces de théâtre musical : « La légende du Docteur Faust » (mise en scène André Fornier) et au Théâtre des Marronniers (direction Y. Pignard) « Tous les matins du monde » (texte de P. Quignard), « Instants de vie » (textes de St Exupery), « De Varsovie à Paris », « Ozanam Berlioz », « Hotel Chopin » (Texte de P. Desmaret).
De même avec la compagnie de danse Hallet Eghayan, elle chante dans le spectacle « Danser avec l’évolution » (texte de P. Picq, paléoanthropologue).
En musique contemporaine elle interprète des œuvres de compositeurs tels que : J. Harvey (From silence), P. Boulez (Le visage nuptial, direction D. Kawka), L. Berio (Sequenza III), R. Pascal (Au front de la lune (direction P .A . Valade), D. Chostakovich (7 romances op. 127)
L’enseignement du chant est aussi sa passion. Elle crée le poste à la Maitrise de la Loire (dir J. Berthelon) et y enseigne de 1992 à 1999. Actuellement, elle enseigne à la Maîtrise de l’Opéra de Lyon depuis sa création (en 1991), au CNSMD de Lyon (depuis 1991) et fonde en 1999 le Centre de la Voix Rhône–Alpes dont elle est la directrice artistique et pédagogique.

## Filmographie
- 1986 : L'Étoile : Youca
- 1989 : Les Brigands : Fiametta
- 1994 : L'Enfant et les Sortilèges, film couronné d'un FIPA d'or au Festival de Cannes en 1994.

## Discographie
- 1995 : Leçons de Ténèbres de François Couperin
- 2008 : Intégral des Mélodies de Frédéric Chopin